# Volut (črpalka)
Volut (ang. Volute) je ohišje pri centrifugalni (radialni) črpalki. Volut je krožne oblike, presek se proti izhodu povečujeVolut sprejme fluid od impelerja, zmanjša njegovo hitrost in poveča tlak  - pretvori kinetično energijo fluida v tlačno.
Beseda "volute" izhaja iz arhitekture, natančneje zgornjih delov ionskih stebrov.